# 趙全 (成化進士)
趙全（1441年—？），字季脩，河南河南府陝州人，軍籍，明朝政治人物。

## 生平
河南鄉試第三十五名。成化二十三年（1487年）丁未科二甲第四十七名進士。曾官湖广郧阳府知府。

## 家族
曾祖趙三翁；祖父趙璘；父趙錫，以陰陽典術封吏部主事。嫡母王氏（封安人）；生母梁氏。永感下。兄趙文（吏部员外郎）；趙武（阴阳典术，封吏部主事）。有曾孫趙完璧，萬曆進士。